# 沈阳晚报
《沈阳晚报》是中華人民共和國遼寧省沈阳市的一份報紙，由沈阳日报报业集团主办，1983年9月19日試刊，1985年5月4日一度更名盛京晚報。6月14日恢復沈阳晚報名稱。1985年7月1日正式創刊。沈阳晚报的前身是創刊於1983年1月1日的沈城周末報。沈城周末報是沈阳創刊時間最早的晚報。不過沈城周末報與沈阳晚报一度同時發行。1985年12月28日，沈城周末報終刊。